# Alexandre-Victor Fontaine
Pour les articles homonymes, voir Fontaine.
Alexandre-Victor Fontaine, né le 22 octobre 1815 à Paris où il est mort le 24 septembre 1855, est un peintre français.

## Biographie
Alexandre-Victor Fontaine est le fils d'Alexandre Joachim Fontaine, boulanger, et de Victoire Laurent.
Agé de vingt ans lors du recrutement militaire, il est graveur en taille douce (selon le bordereau de recrutement de classe 1835, apporté en 1872 pour la reconstitution des actes d'état civil), puis il s'oriente vers la peinture.
Élève de Leroux[Qui ?] et Guillemin[Qui ?], il expose au Salon à partir de 1844.
Il meurt célibataire à son domicile de la rue de Charonne à l'âge de 39 ans. Il est inhumé le 26 septembre 1855 au cimetière du Père-Lachaise.

## Œuvres exposées aux Salons parisiens
- Enfance de Callot, no 697 au Salon de 1844
- La provision, no 698 au Salon de 1844
- L'orage/ (Béranger), no 674 au Salon de 1846
- Jeunes filles dans un bois, no 675 au Salon de 1846
- Les billets doux, no 676 au Salon de 1846
- Retour des noces, no 677 au Salon de 1846
- Scène d'invasion (1814), no 620 au Salon de 1847
- Les Baigneuses ; souvenir de Charenton (d), no 621 au Salon de 1847
- Les pressentiments, no 1703 au Salon de 1848
- Une guinguette aux environs de Paris, no 1704 au Salon de 1848
- Souvenir du bois de Romainville, no 1705 au Salon de 1848
- Juin 1848, no 735 au Salon de 1849
- Les soins du ménage, no 736 au Salon de 1849
- C'est aujourd'hui la grande fête : La terre donne ses trésors..., no 1091 au Salon de 1850
- Tête d'étude, no 1092 au Salon de 1850
- Intérieur d'une boulangerie à Paris, no 1093 au Salon de 1850
- Une lecture intéressante, no 1094 au Salon de 1850
- La fête au village, no 1095 au Salon de 1850
- Les funérailles de l'Amour, no 460 au Salon de 1852
- Fantaisie musicale, no 461 au Salon de 1852
- Sainte Geneviève, no 462 au Salon de 1852
- Bateleurs en campagne, no 469 au Salon de 1853
- Petit marchand de lapins, no 470 au Salon de 1853
- Le lendemain de la noce, no 471 au Salon de 1853
- Ecole chrétienne, no 3104 au Salon de 1855